# Tuoji Dao
Tuoji Dao är en ö i Kina. Den ligger i provinsen Shandong, i den östra delen av landet, omkring 370 kilometer nordost om provinshuvudstaden Jinan. Arean är 8,1 kvadratkilometer. Den sträcker sig 4,9 kilometer i nord-sydlig riktning, och 4,1 kilometer i öst-västlig riktning.
Genomsnittlig årsnederbörd är 776 millimeter. Den regnigaste månaden är juli, med i genomsnitt 367 mm nederbörd, och den torraste är december, med 6 mm nederbörd.